# Georg von Bertouch
Georg von Bertouch (19. juni 1668 i Ostheim, Franken eller i Helmershausen, Thüringen (?) – 14. september 1743 i Christiania), der oprindeligt hed Georg Bertuch, var en dansk-norsk officer og komponist af tysk afstamning. Han var far til Carl Rudolph von Bertouch.

## Officeren
Bertouch var en søn af Jacob de Bertouch af en gammel brabantsk adelsslægt og Maria Regina Kriegh. Faderen, der var professor jur. og phil., måtte som protestant forlade Bayern og døde som skolelærer i Helmershausen. Georg von Bertouch var den første af slægten, som kom her til Danmark. Han nævnes allerede 1693 som dr.jur. i Kiel og samme år som auditør og kvartermester i dansk tjeneste, i hvilken egenskab han i begyndelsen deltog i de danske hjælpetroppers kampe i Holland og Flandern. Men 1704 fik han karakter af ritmester, og året efter blev han chef for en eskadron af 2. jyske nationale Rytterregiment, ved hvilken afdeling han avancerede til oberstløjtnant 1711. Hen imod krigens slutning blev han 1713 generaladjudant hos overgeneralen, hertug Carl Rudolph af Württemberg-Neuenstadt. Indtil 1716 var han ansat i Hærens generalstab og deltog i felttoget i Norge i de påfølgende år, indtil han 1718 blev generalkrigskommissær i Norge, en under de sørgelige og i høj grad vanskelige forhold lige så besværlig som betroet post. 1719 blev han oberst og samme år kommandant på Akershus efter den tapre brigader Jørgen Christopher von Klenows død, en stilling, han indtog, til han tog sin afsked 1740, ved hvilken lejlighed han – som 1731 var blevet brigader og 1733 generalmajor i rytteriet – blev udnævnt til generalløjtnant. Bertouch døde 14. september 1743 i Christiania. Han omtales som en meget dygtig mand, der var i besiddelse af megen og alsidig dannelse.
Han var gift med Anna Veile Bredahl, der var født 17. april 1675 og døde i Christiania 30. april 1735.

## Komponisten
Efter egne oplysninger studerede han violin og komposition hos Daniel Eberlin (1647 – 1715), da han som ung mand befandt sig i Eisenach. 1693 disputerede han i Kiel med en afhandling om et juridisk-musikalsk tema: De eo quod justum est circa ludos scenicos operasque modernas.
Han brevvekslede fortløbende med prominente komponister i sin samtid, deriblandt Johann Sebastian Bach og Antonio Lotti. Bertouch er en af de 13 distingverede musikere, til hvem Johann Mattheson (1681 – 1764) dedicerede sin traktat Das Beschützte Orchester (1717).
Sine sidste år (1719 – 1740) levede han som kommandant ved Akershus slot i Christiania.
En vigtig grund til at Bertouch aldrig blev glemt, er hans 24 sonater i alle dur- og moltonearter. 18 af disse sonater er bevaret for eftertiden. Der eksisterer desuden tre kirkelige kantater.